# カステルヌオーヴォ・ディ・ガルファニャーナ
カステルヌオーヴォ・ディ・ガルファニャーナ（伊: Castelnuovo di Garfagnana）は、イタリア共和国トスカーナ州ルッカ県にある、人口約5,600人の基礎自治体（コムーネ）。

## 地理

### 位置・広がり
ルッカ県北部に位置する。

#### 隣接コムーネ
隣接するコムーネは以下の通り。
- カンポルジャーノ
- カレッジネ
- フォシャンドラ
- ガッリカーノ
- モラッツァーナ
- ピエーヴェ・フォシャーナ

### 気候分類・地震分類
カステルヌオーヴォ・ディ・ガルファニャーナにおけるイタリアの気候分類 (it) および度日は、zona E, 2234 GGである。
また、イタリアの地震リスク階級 (it) では、zona 2 (sismicità media) に分類される。

## 行政

### 分離集落
カステルヌオーヴォ・ディ・ガルファニャーナには以下の分離集落（フラツィオーネ）がある。
- Antisciana, Cerretoli, Colle, Gragnanella, La Croce, Metello, Monteperpoli, Monterotondo, Palleroso, Rontano, Stazzana

## 姉妹都市
- ドロネーロ、イタリア
- マルチャーナ、イタリア